# NGC 4855
NGC 4855 est une galaxie spirale barrée située dans la constellation de la Vierge. Sa vitesse par rapport au fond diffus cosmologique est de 5 138 ± 30 km/s, ce qui correspond à une distance de Hubble de 75,8 ± 5,3 Mpc (∼247 millions d'al). NGC 4855 a été découverte par l'astronome allemand Wilhelm Tempel en 1882.
Le professeur Seligman est la seule source qui classe cette galaxie comme une spirale et l'image produite à partir des données du relevé Pan-STARRS lui donne raison. En effet, deux bras spiraux s'étirant loin à l'extérieur et une barre traversant le centre de cette galaxie sont clairement visibles sur cette image.
À ce jour, une mesure non basée sur le décalage vers le rouge (redshift) donne une distance d'environ 47,200 Mpc (∼154 millions d'al). Cette valeur est loin à l'extérieur des valeurs de la distance de Hubble. Notons que c'est avec la valeur moyenne des mesures indépendantes, lorsqu'elles existent, que la base de données NASA/IPAC calcule le diamètre d'une galaxie et qu'en conséquence le diamètre de NGC 4855 pourrait être d'environ 39,2 kpc (∼128 000 al) si on utilisait la distance de Hubble pour le calculer.